# Zababdeh
Zababda (arabisch الزبابدة, DMG az-Zabābda, hebräisch א-זבאבדה, auch Zababdeh) ist ein Ort in den Palästinensischen Autonomiegebieten, rund acht Kilometer südlich der Stadt Dschenin. Er liegt im Westjordanland und hat etwa 3700 Einwohner (2007) auf 5,7 km² Fläche. Etwa die Hälfte der Einwohner sind Christen (hauptsächlich katholisch und orthodoxer Religion), die andere Hälfte sind Muslime. Im Ort existieren insgesamt fünf Kirchen.
Umgeben von Olivenhainhügeln betreiben die Einwohner dort hauptsächlich Landwirtschaft. Die im Ausland weilenden Mitbürger überweisen große Summen, um die Stadt am Leben zu erhalten. Ein berühmter Sohn dieser Stadt ist Samer Odeh. Er hat ein Buch über die palästinensische Tradition des Kaffeesatzlesens geschrieben.

## Partnerstadt
- Graz, Österreich
- Bielefeld, Deutschland (Projektpartnerschaft)[1]

## Persönlichkeiten
- Jamal Khader (* 1964), römisch-katholischer Geistlicher, Bischof von Dschibuti